# 臺東縣立蘭嶼高級中學
臺東縣立蘭嶼高級中學，簡稱蘭嶼高中，為六年一貫的公立完全中學，位於臺東縣蘭嶼鄉椰油村，校址緊鄰饅頭岩，校地面積43,569平方公尺，是臺東縣轄內唯一在離島設立的中等學校，全校學生均享有公費。

## 校史

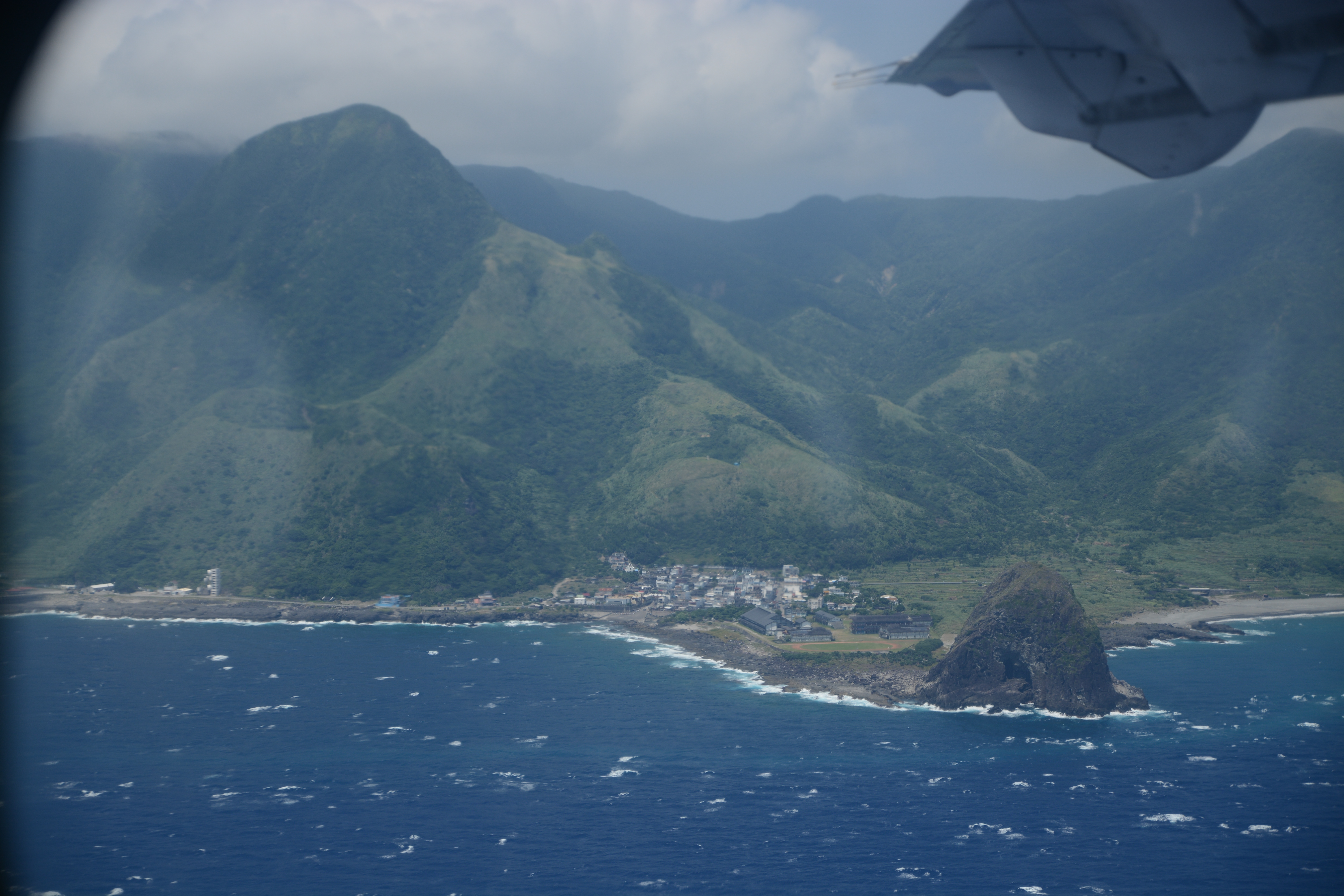
俯瞰位於椰油部落旁的蘭嶼高中，巨大的饅頭岩為辨認校址的地標。

此校原名為臺東縣立蘭嶼國民中學，始建於1969年8月1日，初建時借用蘭嶼國小教室上課，直到同年底校舍完工，於11月17日遷至椰油村現址。首任校長為蕭雲淡，於1970年3月1日上任。1971年起，學生開始享有公費待遇。1997年8月1日改制為完全中學，改為現名，並開設建築餐飲管理學程。1999年增設高中進修部。2018年起推動轉型為「TAO民族實驗教育高級中學」。
2019年，蘭嶼高中與農委會林試所合作，在校園中設立「雅美TAO民族植物園」以保存當地瀕臨絕種與具文化價值的植物。

## 特色
該校目前的校園為2007年所改建，由建築師賈孝遠設計。校舍為達悟族傳統地下屋斜屋頂及卵石砌牆，兼具現代與民族風格。專科教室於2014年興建並於2018年完工，另外還設有實習工廠、活動中心、教職員宿舍與學生宿舍，並有安排達悟族傳統文化的課程。

## 歷任校長
| 任別 | 姓名   | 任期                |
| ---- | ------ | ------------------- |
| 1    | 蕭雲淡 | 1970年3月~1972年8月 |
| 2    | 李玉村 | 1972年9月~1975年7月 |
| 3    | 王福來 | 1975年8月~1978年8月 |
| 4    | 方世玉 | 1978年9月~1981年8月 |
| 5    | 黃文宏 | 1981年9月~1984年7月 |
| 6    | 余添義 | 1984年8月~1990年8月 |
| 7    | 古朝登 | 1990年9月~1992年2月 |
| 8    | 趙保林 | 1992年3月~1996年7月 |
| 9    | 江銘鉦 | 1996年8月~2000年7月 |
| 10   | 林彩盆 | 2000年8月~2001年7月 |
| 11   | 孫台華 | 2001年8月~2003年7月 |
| 12   | 吳炳男 | 2003年8月~2006年7月 |
| 13   | 高清德 | 2006年8月~2007年7月 |
| 14   | 林銘欽 | 2007年8月~2008年7月 |
| 15   | 張靖儀 | 2008年8月~2010年7月 |
| 16   | 陸集珊 | 2010年8月~2015年7月 |
| 17   | 楊瑞良 | 2015年8月~2019年7月 |
| 18   | 連紋乾 | 2019年8月~          |